# 卡尼略圣塞尔尼教堂
卡尼略圣塞尔尼教堂位于安道尔卡尼略，建于17至18世纪。它是安道尔文化遗产登记的遗产。
卡尼略圣塞尔尼教堂现址上曾有一座采用罗马式建筑风格的教堂。教堂拥有安道尔最高的钟楼，其下方还有7至18世纪的墓葬。

## 历史
位於安道尔的卡尼略镇的一座教堂，最早于957年首次被文獻紀載。1083年6月20日，教堂成为罗马天主教乌赫尔教区的一部分。2003年7月16日，安道尔文化保护组织将该教堂列入文化遺產。2009年，在翻修过程中发现了一系列7至18世纪的墓葬。

## 结构
12世纪，一座罗马式建筑风格的教堂在卡尼略镇建立，後於17和18世纪经历大规模扩建，采用巴洛克式建筑风格。现存大部分建筑均为巴洛克风格。教堂平面呈矩形，后殿为四边形，山墙式屋顶，高三层。
中殿有木质天花板；殿内設有巴洛克式风格的木制唱诗班座位和部分可追溯到17和18世纪的家具。
主祭坛供奉圣萨蒂南，建于17世纪后半叶。小教堂内有几幅祭坛画，包括一幅17世纪供奉圣母玛利亚的祭坛画；一幅18世纪供奉圣基督的祭坛画；以及一幅19世纪供奉圣安东尼的祭坛画。教堂内的壁画于2019年进行了修复工作。

### 钟楼
卡尼略圣塞尔尼教堂拥有安道尔最高的钟楼，高28.5米。採用半独立式設計，位于教堂的南侧。钟楼内的钟重达120公斤，于1833年制造，在出现两处裂缝后于2024年修复。

### 新闻
- . Bondia（英语：Bondia (newspaper)）. 2019-06-07. （原始内容存档于2025-04-30） （加泰罗尼亚语）.
- . Radio and Television of Andorra. 2024-10-14. （原始内容存档于2025-04-30） （加泰罗尼亚语）.

### 网页
- . Cultural Heritage of Andorra（英语：Cultural Heritage of Andorra）. （原始内容存档于2012-05-09） （加泰罗尼亚语）.
- . Gran Enciclopèdia Catalana. （原始内容存档于2025-04-30） （加泰罗尼亚语）.
- . Museus. （原始内容存档于2025-04-30） （西班牙语）.